# آر ایی ۲۰۰۰
Re.2000 (به انگلیسی: Reggiane_Re.2000) یک هواگرد از نوع جنگنده ساخت شرکت Reggiane است. هواگرد Re.2000 نخستین پروازش را در ۲۴ مه ۱۹۳۹ میلادی انجام داد. این هواگرد در سال ۱۹۴۰ میلادی رسماً معرفی گردید. در مجموع، تعداد 186 فروند از این هواگرد ساخته شده‌است.
طراح این هواگرد، Roberto Longhi بود.